# 河越城の戦い
河越城の戦い（かわごえじょうのたたかい）は、戦国時代に、武蔵国の枢要な城であった河越城（現・埼玉県川越市）の争奪を巡って、河越城周辺で争われた一連の戦いである。
北条早雲の嫡男で後北条氏の2代目当主・北条氏綱は武蔵国征服のため、武蔵国を支配していた上杉氏の居城である河越城に侵攻し、天文4年（1535年）から北条氏綱・氏康と扇谷上杉朝定・山内上杉憲政との間で複数回にわたる争奪戦が展開された。
- 天文4年（1535年）10月13日 - 北条氏綱、河越城を包囲するも17日に撤退[1]。
- 天文6年（1537年）7月 - 北条氏綱、扇谷上杉朝定を破り河越城を攻略。
- 天文7年（1538年）1月 - 扇谷上杉朝定、河越城奪還のため出陣するも北条氏に敗退[2][3]。
- 天文10年（1541年）10月 - 扇谷上杉朝定、河越城を攻撃[3][4]。
- 天文14年から15年（1545年から1546年） - 山内上杉憲政・鎌倉公方足利晴氏らが河越城を包囲するも北条氏康の急襲を受け撤退。

これらのうち特に有名なのが、前年から足かけ2年にわたり河越城を包囲していた山内上杉・扇谷上杉・鎌倉公方連合軍を、後詰として出陣した北条氏康軍が破った天文15年（1546年）4月20日の戦いである。この戦いの結果北条氏は武蔵国に勢力を拡大したことから、関東の戦国史で重要視されている。また、この戦いは氏康が寡兵で大軍を破った戦いとして「河越夜戦」の呼び名で日本三大奇襲（日本三大夜戦）の一つとして知られている。ただし、巷間知られる戦いの推移は江戸時代以降の軍記物によって広められたものであり、戦いの実態は史料が少なく不明瞭であり、その存在自体を否定する説もある（後述）。

## 背景
室町時代後期から、関東地方の覇権を巡り、古河公方と関東管領が対立し（享徳の乱）、さらに関東管領の上杉氏の内部において関東管領を世襲する本家筋の山内上杉家と相模、武蔵を地盤に力をつけた庶家の一つ扇谷上杉家とが対立（長享の乱）してきた。その間隙を縫い、扇谷上杉家領であった相模において北条早雲が台頭、扇谷方の大森氏、三浦氏を滅亡させるなど勢力を広げた。早雲の子の北条氏綱は、永正の乱で古河公方、関東管領双方が内紛で混乱する中、武蔵に進出。大永4年（1524年）に氏綱は扇谷上杉朝興の居城・江戸城に迫り、太田資高の寝返りもあり朝興を破って江戸城を攻略、朝興は河越城へと逃れた。河越城を拠点とした朝興は北条方との戦闘を繰り広げたが、天文6年（1537年）4月27日に河越城にて病死した。朝興の跡を継いだ朝定はわずか13歳であり、これを好機とみた氏綱は7月に河越城を攻め、7月15日に攻略、朝定は松山城へと退いた。氏綱は河越城に養子・綱成を城代として配置した。翌年には氏綱は国府台の戦いにおいて、扇谷上杉家と協力関係にあった小弓公方足利義明を滅ぼして房総半島方面へも進出を始めた。
しかし天文10年（1541年）に氏綱が没し、嫡男北条氏康が跡を継ぐこととなると、これを好機とみた上杉方は河越城に攻勢をかけ、この時はどうにか防衛することができた。天文14年（1545年）7月下旬、今川義元が関東管領の上杉憲政と内通して背後から挙兵、駿河の北条領に侵攻する。氏康は駿河に出陣するものの武田氏までもが出陣してきたために状況は不利であり、更に在陣中に両上杉の大軍によって河越城が包囲されたという状況が知らされた。そのため10月下旬に武田晴信（信玄）の斡旋で義元に譲歩することで屈辱的ながらも和睦を成し遂げた（第二次河東一乱）。11月初旬には誓紙を交換した後に条件が履行され、氏康は挟撃されている絶体絶命の危機の中で西方を収め、関東方面へ転戦できる状況を得た。
関東方面では氏康の妹婿であった古河公方の足利晴氏は、関東管領（山内上杉家）に支援され、路線を変更して兵を動員、山内上杉家と扇谷上杉家の両上杉家も和睦し、三氏は同盟を締結して武蔵を確保するため共通の敵・北条氏への総反撃を決定、一部の北条方の武士を除く関東の武士すべてに号令をかけ、上杉憲政、上杉朝定、足利晴氏それぞれが自ら自軍を率いて、北条氏の拠点・河越城の奪還を開始した。

## 軍記物が伝える戦いの経過
この戦いの模様を伝える当時の史料は少なく、江戸時代の軍記物『関八州古戦録』が伝える以下のような戦いの経過が広く知られている。
天文14年（1545年）秋、今川義元と通じていた関東管領・山内上杉憲政は、扇谷上杉朝定と合力して、上野・下野・北武蔵・常陸・下総の軍勢6万5千余騎を動員し、9月26日（10月31日）入間郡長（砂）窪・柏原に着陣し河越城を包囲した。これに対し河越城を守るのは北条綱成と介副・朝倉能登守、師岡山城守ら3千余人だけであった。
憲政はさらに北条氏綱の娘婿であった古河公方・足利晴氏の元に難波田弾正左衛門・小野因幡守を派遣して加勢を求めたため、晴氏も10月27日に2万余騎を率いて出陣し、河越城への通路を塞いだので、城内は兵糧に飢えることとなった。
河越城の包囲は翌天文15年春まで続けられ、ようやく氏康が援軍に出陣する運びとなった。氏康は策を案じ、それを城内に伝えるために北条綱成の弟である26歳の福島勝広を単騎で包囲された城内に送り込むことに成功した。
氏康は4月朔日に8000騎を率いて入間川の近く砂窪に着陣したが、上杉・足利連合軍は総勢8万6千騎に達していた。氏康は計略として常陸国下妻の多賀谷下総守家重に使者を送ったが協力を得られなかったため、諏訪右馬助に仲介させ、常陸国の小田氏治の陣代・菅谷隠岐守に対し晴氏への和議を申し出た。氏康は晴氏に対しては「河越城の将兵を助命してくれれば城を明け渡し、晴氏に忠節を尽くす」と述べ、憲政には「晴氏が条件を呑んでくれれば憲政とともに晴氏を支える」と述べたが、晴氏からも憲政からも受け入れられなかった。かえって上杉方から成田・萩谷・木部・白倉・上原・倉賀野・和田・難波田・大胡・山上・那波・彦部ら2万ばかりが砂窪の北条軍を攻撃に向かったので、氏康は戦わずに兵を府中まで引いた。これにより上杉方は北条軍の戦意は低いと判断した。
天文15年4月20日（1546年5月19日）、氏康軍は上杉方へと夜襲をかけた。氏康は自軍8千を四隊に分け、そのうち一隊を多米大膳亮に指揮させ、戦闘終了まで動かないように命じた。北条軍は真夜中の子の刻、合言葉を決めて鎧の上に白い紙を肩衣のように身に付け同士討ちを防ぎ、重い指物や馬鎧を身に付けず、倒した敵の首はとらないと取り決めた上で、松明を持って柏原の上杉方の陣に押し寄せた。予期しない敵襲を受けた上杉方は大混乱に陥り、同士討ちも招き、氏康も自ら長刀を持って十数人を倒し、清水・小笠原・諏訪・橋元・大藤・荒川・大道寺・石巻・富永・塀ヶ和・内藤ら勇士が活躍した。上杉方では扇谷朝定が討たれ、難波田弾正左衛門は井戸へ落ちて横死、倉賀野三河守・本庄藤三郎・難波田隼人正・本間近江守・小野因幡守ら名のある武士30余名が討ち死にした。憲政自身は上野国平井へと敗走した。後方で待機していた多米大膳亮は時機をうかがって法螺貝を吹かせ、北条軍を撤退させた。城内の綱成はこの機を捉えて打って出ると、地黄八幡の旗を立て「勝った、勝った」と声を挙げて3千騎で晴氏の陣に突入すると、簗田・一色・結城・相馬・原・菅谷・和知・二階堂らの軍勢は晴氏を先頭に逃走した。
上杉・足利連合軍で命を落とした者は1万3千人という。この戦により上杉氏の家臣であった滝山城主・大石源左衛門尉定久や藤田左衛門佐邦房が氏康方につくこととなった。
- 以上、中の（　）の年はユリウス暦、月日は西暦部分を除き全て和暦、宣明暦の長暦による。

## 参戦武将

### 北条軍

#### 本隊
- 北条氏康
- 多目元忠
- 大道寺盛昌（『鎌倉九代後記』『北条記』『関八州古戦録』）

#### 河越城
- 北条綱成
- 福島勝広（『鎌倉九代後記』『北条記』『関八州古戦録』）
- 北条幻庵（太田資武書状）

### 両上杉・足利連合軍

#### 山内上杉軍
- 上杉憲政
- 小野因幡守（戦死、『鎌倉九代後記』『北条記』）
- 本間近江守（戦死、『鎌倉九代後記』『北条記』『関八州古戦録』）
- 倉賀野三河守（戦死、『鎌倉九代後記』『北条記』『関八州古戦録』）
- 本庄藤九郎（戦死、『関八州古戦録』）
- 長野業正
- 長野吉業（戦傷死、『長野系図』[18]）
- 上泉信綱[要検証 – ノート]
- 小幡憲重
- 赤堀上野介（戦死、上杉憲政書状）

#### 扇谷上杉軍
- 上杉朝定（戦死、『関八州古戦録』）
- 難波田弾正（戦死、『鎌倉九代後記』『北条記』『北条五代記』『関八州古戦録』）
- 難波田隼人正（戦死、『鎌倉九代後記』『北条記』『北条五代記』『関八州古戦録』）
- 大石定久（『鎌倉九代後記』『北条記』）
- 太田資正（太田資武書状）
- 成田長泰
- 上田政広（『関八州古戦録』）
- 上田朝直
- 藤田康邦（『鎌倉九代後記』『北条記』）

#### 足利軍
- 足利晴氏
- 小田政治（陣代・菅谷隠岐守、『鎌倉九代後記』『北条記』『関八州古戦録』）

## 戦いの影響
この戦いの結果、当主を失った扇谷上杉家は滅亡、本拠平井城へ敗走した関東管領の山内上杉家も戦いを契機にこの後急速に勢力を失った。上杉憲政は劣勢挽回を意図して信濃の村上義清らと上信同盟を結び、後北条氏の攻勢に対抗することを目論んだ。しかし、村上氏らとの同盟を結んだことによって信濃侵攻を目指す武田晴信（信玄）との対決を余儀なくされ、小田井原の戦いにおいて再び多数の将兵を失った。このような状況下、憲政を見限って後北条方に帰順する配下が相次ぎ、憲政は居城の平井城を追われて長尾景虎（のちの上杉謙信）を頼り越後へ落ち延びることになる。
同じく敗走した古河公方の足利晴氏もこの直後に御所を包囲され降伏、隠居した。その際、長男であった藤氏ではなく、北条氏出身の母をもつ次男の義氏に家督を譲らざるをえなくなり、自身は幽閉を余儀なくされた。
一方、北条家は関東南西部で勢力圏を拡大し、戦国大名としての地位を固めることになる。甲相駿三国同盟の締結により駿河今川家や甲斐武田家との対立に終止符を打つと、関東制覇を目指し越後の上杉家（長尾氏）や常陸の佐竹家、安房の里見氏との抗争に突入する。
この戦いによって、関東公方たる足利家と、その執事である関東管領の権威と軍事力は決定的に失墜し、代わりに後北条氏をはじめとする戦国大名が躍進した。このことは、関東・東国において室町時代の枠組みが消滅したことを意味している。それとともに、後北条氏の関東での権力を確立した戦にもなった。

## 考証

### 合戦の時期、実在について
約10倍の兵力差を覆して北条氏康が劇的な勝利を収めたことで広く知られる河越城の戦いだが、その実態は不明な点が多い。その原因としては、一次史料がきわめて少なく、特に北条氏による感状が全く残されていないことが挙げられる。そのため、この戦いの経過は『鎌倉九代後記』『北条記』『北条五代記』『関八州古戦録』などの軍記物をもとに語られることが多いが、軍記物の記述には誇張や誤りが珍しくない。例えば軍記物に見える上杉・足利連合軍の兵力8万という点は否定的見解が支配的である。河越城の戦いについてはそれだけでなく、軍記物ごとに合戦の時期や参加者、人数、昼夜など多くの点について異なる記述がなされていることも議論を招く原因となっている。
まず、合戦の時期について、通説では上に掲げたように天文15年4月20日となっている。しかし『新編武蔵風土記稿』巻180高麗郡之五、柏原村の砦跡の項では天文7年7月25日、同11年7月15日、同20年という様々な説があるとされている。後述するように戦闘の内容面でも異同や疑問点が多いことから、伊礼正雄は天文15年4月20日に軍記物が記述するような一大決戦があったのではなく、それ以前から繰り返された複数の河越近傍における戦闘を一度の合戦へと編集創作したものであると推測している。また、城郭研究会（代表・黒嶋敏）による、河越城籠城と包囲のみで直接的戦闘は行われなかったという説もある。
河越夜戦の激戦地と伝えられる東明寺（川越市志多町）の境内には、河越夜戦跡の碑が建てられ、川越市指定史跡となっている。宝暦年間に寺の南の方の塚が崩れ、髑髏が4、5百出土したという（『武蔵三芳野名所図会』）。塚の上には稲荷諏訪天満宮がある。これは難波田憲重が河越夜戦で東明寺口の古井戸に落ちて死んだため、霊を祀ったものである。当時、東明寺は広大な寺領があり、その門前町は鎌倉時代より賑わった。そこが戦場になったことから、古くは「東明寺口合戦」とも言われた。明治期の道路工事でも一帯からは夥しい人骨が出ている。もっとも、こうした人骨を河越夜戦の犠牲者とするのは夜戦の実在を前提とした話であり、大規模な戦闘を否定する立場からはこれらの人骨は中世河越の外れにあった東明寺周辺に形成されていた鎌倉の由比ヶ浜や静岡県の一の谷墳墓群遺跡のような大規模な墳墓群によるもので、合戦に由来するものではないという解釈が示されている。
なお、北条氏康による感状は残されていないが、上杉憲房による感状には、①四月廿六日付本庄宮内少輔宛上杉憲政書状（『武家事紀』34所収）、②四月廿六日付原長命丸宛上杉憲政書状（木暮家文書）、③四月廿七日付赤堀上野女宛上杉憲政書状（埼玉県立文書館所蔵赤堀文書）などが確認できる。①②には「去廿日河越之一戦」とあるため、4月20日の戦闘そのものは存在したというのが現在の通説である。①では本庄藤三郎、②では原内匠助、③では赤堀上野守が討ち死にしたことが見える。4月20日に河越で合戦があったことを記す史料としては『高白斎記』天文15年条も存在する。

### 「夜戦」かについて
河越城の戦いは「河越夜戦」として知られ、『鎌倉九代後記』『北条記』『関八州古戦録』でも氏康が寡兵で勝利を収めた要因として夜襲をかけたことが語られている。しかし、『北条五代記』は夜戦ではなく「午の刻」、すなわち真昼間に戦闘が行われたと伝えている。このように軍記物ですら夜戦であったか否かは一貫しておらず、わずかな一次史料には夜戦であることに触れたものはない。夜戦であることを伝えるのは17世紀の成立とみられる『喜連川判鑑』『鎌倉九代後記』からとされる。なお、『石川忠総留書』には「天文七戊戌、河越におゐて夜合戦」、『赤城神社年代記録』には「六丁酉七月十五日夜河越城没落」とあり、天文6年に北条氏が河越城を奪取した合戦が夜行われた可能性がある。この満月の夜に行われた河越での夜戦の逸話の影響を受けて、天文14年4月20日の合戦も夜戦として伝えられることになったという説が唱えられている。
河越城の戦いの詳細を伝える基本史料として古くから知られたものとしては、『歴代古案』に引かれた北条氏康書状がある。河越合戦の直後に出されたものとされ、北条氏康が足利晴氏の家臣・簗田高助に対し、次のような内容で敵方についた晴氏を非難している。氏康はかねてから晴氏に忠誠を尽くしており、上杉憲政が河越城を包囲するに至った際、氏康の求めに応じて晴氏はどちらにも加勢しないことで納得した。それにもかかわらず上杉方から難波田弾正左衛門・小野因幡守が使者として出馬を願ったために晴氏は上杉方についた。籠城している3千余人は兵糧を絶たれて難儀しているため、城の明け渡しと引き換えに城兵の赦免を氏康は願い出たが拒絶されたため、しかたなく砂窪で一戦を遂げたところ、「案外切勝」、憲政の馬廻りや倉賀野三河守ら3千余人を討ち取る戦果を挙げた。特に晴氏を上杉方につかせた難波田入道と小野因幡守を討ち取れたのは、氏康が天道の憐れみにより運命を開いたのだと述べ、晴氏が敵方についたのは、氏綱の代から続く忠勤を忘れた「君子之逆道」であるとしている。この文書は後世の偽作という見解もあり、氏康が自身の正当性を述べたという性質上有利な事実だけを誇張して書いている可能性は否定できないものの文脈には不自然な点はない。この書状では戦闘は夜襲とも奇襲とも書かれていない。また、4月17日に氏康は江ノ島の岩本院に出陣に際し神馬を奉納していることから、この直後に鎌倉を出立したとしても、河越に到着した直後の4月20日に決戦を挑んだことになり、実際にこの文書に書かれたような交渉が行われていたかは疑問も呈されている。
扇谷上杉氏の家臣として河越城の戦いに参陣した太田資正が語った内容を後に息子・資武が同族の資宗に書き送った書状では、天文14年9月から扇谷上杉・足利晴氏連合軍が翌年4月まで包囲したが氏康が出馬して4月20日の合戦で連合軍は敗北したという。ここでも夜戦という記述はされていないばかりか、連合軍は籠城軍と氏康軍によって前後から取り包まれたとしているように、連合軍が数の上で優勢だったとはされていない。なおこの書状は籠城軍の大将として綱成だけでなく箱根の源南（北条幻庵）を挙げている点が特異である。
また、戦闘の経過については、のちにではあるが氏康が「両口において同時に切り勝ち」と書き残していることから、篭城側と後詰め側で何らかの連携があったとされる。
氏康と今川義元の戦いは9月22日に矢留となっていることから、氏康は万全の態勢で河越城支援に向かうことができたはずであり、そうであればリスクの大きい夜戦に臨むまでもなく、北条軍は城への通路を確保できれば河越城支援の目的を果たせるため、小規模な交戦のみで上杉方が河越城を断念して撤兵したことが敗北として後世伝えられたという説も示されている。天文15年3月には氏康は岩付城の太田全鑑を従属させるなど（「上原文書」）、河越城救援のための足固めをした上で河越に出陣していることがうかがえる。

### 上杉朝定および他の戦死者について
河越城の戦いでは扇谷上杉氏の上杉朝定が戦死し、これによって扇谷上杉氏は滅亡したとされる。しかし、朝定の戦死を伝えるのは『関八州古戦録』だけで、『北条五代記』に至っては天文6年7月に朝定は戦死したという朝定の参陣とは矛盾した記述をしている。
朝定戦死の傍証として、川越市末広町の行伝寺の過去帳には、20日の条に朝定の死亡の記録と「川越一戦討死弐千八百廿余人天文十五年丙午四月」の記述がある。ただし死因は戦死とは記述されていないため、朝定がこの時に死去したのだとしても戦闘で死亡したのではなく、河越城包囲中の朝定死去を原因として連合軍は撤退し、北条方が河越城を守り切る結果となったというのが実像だという説が示されている。
軍記物や上掲氏康書状でこの合戦で戦死したとされている難波田弾正は、それ以前に死去しているという史料が存在する。『快元僧都記』天文6年（1537年）7月16日に「河越没落」、つまり河越城が氏綱によって落城したとあり、22日に「一昨日廿日、松山之働･･･難波田弾正入道善銀同名隼人、佐々木并子息三人打死」とあり、難波田弾正・隼人父子は天文15年の9年も前に戦死している。

### 足利晴氏の行動について
『関八州古戦録』では憲政が出陣後に晴氏に加勢を願ったように書かれているが、天文14年（1545年）発給と考えられる5月27日付小山高朝宛憲政書状で「近日御発向の段」を本懐だと述べており、もっと早い段階で晴氏の出馬は決まっていたものとみられる。ただしこの時点では成田氏征討に赴く憲政が公方の権威を求めて動座を実現しただけで、まだ晴氏と北条氏の直接的対決の状況には至っていないとの指摘もある。
国府台の戦い後、足利晴氏は北条氏綱を関東管領とし、氏綱も娘を晴氏に嫁がせるなど円満な関係にあった。その晴氏が北条氏康からの中立要請を無視して北条氏と敵対した理由に関して、難波田善銀ら上杉氏側からの働きかけが功を奏したのは想定されるが、晴氏が氏綱・氏康から何らかの圧迫を受けていたことを示す同時代史料は見つかっておらず、具体的な動機が不明である。また、氏康は合戦直後の6月10日には晴氏の重臣・簗田高助に対し、義明討伐の恩義を忘れて氏綱の子孫を絶やそうとするのは「君子の逆道」であると、晴氏の変節を非難する書状を送っているが、その後も晴氏との対立を回避しようとしていた形跡がある。
これについて、国府台の合戦によって足利義明が滅亡した後の戦後処理が原因であったとする説がある。すなわち、義明が小弓城に本拠を置いたのは、周辺に古河公方の御料所が多くあり、古河公方の巡る争いの中で義明はそれを手中に収めて勢力基盤を確立させたと考えられている。従って、義明が滅亡した後はそれらの土地は古河公方の御料所として回復されると考えていた晴氏とこの地域を軍事力でそのまま当知行化を図ろうとした氏綱・氏康の間で支配争いが生じ、晴氏が北条氏と袂を分かって上杉氏と結んだというものである。実際に北条軍が駿河に出陣中の天文14年10月には上総方面に向かう拠点となる市川方面に兵を進めており、晴氏の当初の軍事目標は河越城では無く、下総・上総方面の御料所の奪還であったことを示唆している。
なお晴氏は河越在陣中に山内上杉氏方の国衆・毛呂顕季から鷹の進上を受けている（足利晴氏書状写「山田吉令筆記所収家譜覚書」）。

## 河越城の戦いを題材とした作品
- 大河ドラマ『風林火山』（2007年） - 第23回「河越夜戦」
- 海道龍一朗 『後北條龍虎伝（北條龍虎伝）』（新潮社、新潮文庫）ISBN 4103027312（ISBN 410125043X）

河越城の戦いを軸とクライマックスに北条氏康と北条綱成の青春と友情を描いている。